# Kirinji
Kirinji (キリンジ) est un groupe pop-rock japonais formé en 1996, composé de deux frères : le chanteur Yasuyuki Horigome (堀込 泰行, Horigome Yasuyuki, né le 2 mai 1972) et le guitariste Takaki Horigome (堀込 高樹, Horigome Takaki, né le 1er juin 1969). Il est signé sur un label de Warner Music Japan en 1998, puis sur un label de EMI Music Japan en 2003, et sur un label de Nippon Columbia depuis 2005.

## Discographie

### Albums
Albums originaux
- 1998 : Paper Driver's Music (ペイパードライヴァーズミュージック)
- 1999 : 47'45" (ヨンジュウナナテンヨンゴー)
- 2000 : 3
- 2001 : Fine
- 2003 : For Beautiful Human Life
- 2006 : Dodecagon
- 2008 : 7 -seven-
- 2010 : BUOYANCY
- 2012 : Super View
- 2013 : Ten

Albums spéciaux
- 1999 : 2 in 1
- 2001 : KIRINJI RMX
- 2002 : KIRINJI RMX Ⅱ
- 2002 : Omnibus (reprises)
- 2004 : KIRINJI TOUR 2003／LIVE at BUDOKAN
- 2004 : Kirinji Singles Best ~Archives~
- 2008 : 2 IN 1 ~10TH ANNIVERSARY EDITION~
- 2008 : Kirinji 1998-2008 10th Anniversary Celebration
- 2011 : Songbook ~Connoisseur Series~

### Singles
- 26 août 1998 : Futagoza Graffiti (双子座グラフィティ)
- 23 juin 1999 : 牡牛座ラプソディ
- 19 janvier 2000 : Arcadia (アルカディア)
- 19 avril 2000 : Good Day Good Bye (グッデイ・グッバイ)
- 12 juillet 2000 : 君の胸に抱かれたい
- 12 octobre 2000 : Aliens (エイリアンズ)
- 13 juin 2001 : 雨は毛布のように
- 25 juillet 2001 : Drifter/太陽とヴィーナス
- 7 novembre 2001 : Murasaki * Sunset (ムラサキ☆サンセット)
- 7 novembre 2002 : ハガネの馬
- 26 mars 2003 : Sweet Soul ep (スウィートソウル ep)
- 6 août 2003 : Chameleon Girl (カメレオンガール)
- 12 mai 2004 : You and Me
- 7 juillet 2004 : 十四時過ぎのカゲロウ
- 21 juin 2006 : ロマンティック街道/ブルーバード
- 20 février 2008 : 朝焼けは雨のきざし
- 2 juillet 2009 : セレーネのセレナーデ
- 9 décembre 2009 : 小さなおとなたち
- 7 juillet 2010 : 夏の光

Collaboration
- 14 mars 2007 : Sore mo Kitto Shiawase (par Ami Suzuki joins Kirinji)